# Турув (Мазовецьке воєводство)
Турув (пол. Turów) — село в Польщі, у гміні Воломін Воломінського повіту Мазовецького воєводства.
Населення — 261 особа (2011).
У 1975-1998 роках село належало до Варшавського воєводства.

## Демографія
Демографічна структура станом на 31 березня 2011 року:
|          | Загалом | Допрацездатний вік | Працездатний вік | Постпрацездатний вік |
| -------- | ------- | ------------------ | ---------------- | -------------------- |
| Чоловіки | 132     | 24                 | 92               | 16                   |
| Жінки    | 129     | 16                 | 81               | 32                   |
| Разом    | 261     | 40                 | 173              | 48                   |